# Silene flos-jovis
Silene flos-jovis là loài thực vật có hoa thuộc họ Cẩm chướng. Loài này được (L.) Greuter & Burdet miêu tả khoa học đầu tiên năm 1982.